# Kenan Pirić
Kenan Pirić (ur. 7 lipca 1994 w Tuzli) – bośniacki piłkarz występujący na pozycji bramkarza w słoweńskim klubie NK Maribor oraz w reprezentacji Bośni i Hercegowiny.

## Kariera klubowa

### OFK Gradina Srebrenik
1 lipca 2012 podpisał kontrakt z klubem OFK Gradina Srebrenik. Zadebiutował 25 sierpnia 2012 w meczu Premijer ligi przeciwko Veležowi Mostar (1:3).

### FK Sloboda Tuzla
1 lipca 2014 przeszedł do drużyny FK Sloboda Tuzla. Zadebiutował 17 września 2014 w meczu Pucharu Bośni i Hercegowiny przeciwko NK Travnik (3:1). W Premijer lidze zadebiutował 8 listopada 2014 w meczu przeciwko FK Mladost Velika Obarska (1:0). W sezonie 2015/16 jego zespół zajął drugie miejsce w tabeli i zdobył wicemistrzostwo Bośni i Hercegowiny. 30 czerwca 2016 zadebiutował w kwalifikacjach do Ligi Europy w meczu przeciwko Beitar Jerozolima (0:0).

### Zrinjski Mostar
1 lutego 2017 podpisał kontrakt z zespołem Zrinjski Mostar. Zadebiutował 25 lutego 2017 w meczu Premijer ligi przeciwko NK Čelik Zenica (1:1). W sezonie 2016/17 jego zespół zajął pierwsze miejsce w tabeli zdobywając mistrzostwo Bośni i Hercegowiny. 12 lipca 2017 zadebiutował w kwalifikacjach do Ligi Mistrzów w meczu przeciwko NK Maribor (1:2). W sezonie 2017/18 jego zespół ponownie zdobył mistrzostwo Bośni i Hercegowiny.

### NK Maribor
1 lipca 2018 przeszedł do klubu NK Maribor. Zadebiutował 29 lipca 2018 w meczu Prva ligi przeciwko NŠ Mura (0:0). W sezonie 2018/19 jego zespół zajął pierwsze miejsce w tabeli zdobywając mistrzostwo Słowenii. W sezonie 2019/20 zdobył wicemistrzostwo Słowenii.

## Kariera reprezentacyjna

### Bośnia i Hercegowina U-21
W 2013 roku otrzymał powołanie do reprezentacji Bośni i Hercegowiny U-21. Zadebiutował 26 marca 2013 w meczu towarzyskim przeciwko reprezentacji Macedonii Północnej U-21 (5:0).

### Bośnia i Hercegowina
W 2018 roku otrzymał powołanie do reprezentacji Bośni i Hercegowiny. Zadebiutował 31 stycznia 2018 w meczu towarzyskim przeciwko reprezentacji Meksyku (1:0).

## Statystyki

### Klubowe
(aktualne na dzień 31 stycznia 2021)
| Klub                  | Sezon              | Liga               | Liga  | Liga   | Puchar kraju | Puchar kraju | Europa | Europa | Suma  | Suma   |
| Klub                  | Sezon              | Liga               | Mecze | Bramki | Mecze        | Bramki       | Mecze  | Bramki | Mecze | Bramki |
| --------------------- | ------------------ | ------------------ | ----- | ------ | ------------ | ------------ | ------ | ------ | ----- | ------ |
| OFK Gradina Srebrenik | 2012/13            | Premijer liga      | 16    | 0      | 0            | 0            | –      | –      | 16    | 0      |
| OFK Gradina Srebrenik | Ogólnie            | Ogólnie            | 16    | 0      | 0            | 0            | 0      | 0      | 16    | 0      |
| FK Sloboda Tuzla      | 2014/15            | Premijer liga      | 17    | 0      | 1            | 0            | –      | –      | 18    | 0      |
| FK Sloboda Tuzla      | 2015/16            | Premijer liga      | 28    | 0      | 7            | 0            | –      | –      | 35    | 0      |
| FK Sloboda Tuzla      | 2016/17            | Premijer liga      | 15    | 0      | 2            | 0            | 2      | 0      | 19    | 0      |
| FK Sloboda Tuzla      | Ogólnie            | Ogólnie            | 60    | 0      | 10           | 0            | 2      | 0      | 72    | 0      |
| Zrinjski Mostar       | 2016/17            | Premijer liga      | 14    | 0      | 0            | 0            | 0      | 0      | 14    | 0      |
| Zrinjski Mostar       | 2017/18            | Premijer liga      | 29    | 0      | 0            | 0            | 2      | 0      | 31    | 0      |
| Zrinjski Mostar       | Ogólnie            | Ogólnie            | 43    | 0      | 0            | 0            | 2      | 0      | 45    | 0      |
| NK Maribor            | 2018/19            | Prva liga          | 20    | 0      | 5            | 0            | 0      | 0      | 25    | 0      |
| NK Maribor            | 2019/20            | Prva liga          | 26    | 0      | 1            | 0            | 8      | 0      | 35    | 0      |
| NK Maribor            | 2020/21            | Prva liga          | 0     | 0      | 0            | 0            | 0      | 0      | 0     | 0      |
| NK Maribor            | Ogólnie            | Ogólnie            | 46    | 0      | 6            | 0            | 8      | 0      | 60    | 0      |
| Ogólnie w karierze    | Ogólnie w karierze | Ogólnie w karierze | 165   | 0      | 16           | 0            | 12     | 0      | 193   | 0      |

### Reprezentacyjne
(aktualne na dzień 31 stycznia 2021)
| Reprezentacja        | Rok     | Mecze | Bramki |
| -------------------- | ------- | ----- | ------ |
| Bośnia i Hercegowina |         |       |        |
| 2018                 | 1       | 0     |        |
| 2019                 | 1       | 0     |        |
| 2020                 | 2       | 0     |        |
| Ogólnie              | Ogólnie | 4     | 0      |

| Mecze i gole w reprezentacji | Mecze i gole w reprezentacji | Mecze i gole w reprezentacji | Mecze i gole w reprezentacji | Mecze i gole w reprezentacji | Mecze i gole w reprezentacji | Mecze i gole w reprezentacji | Mecze i gole w reprezentacji |
| Lp.                          | Data                         | Miejsce                      | Gospodarz                    | Gość                         | Wynik                        | Gol                          | Rozgrywki                    |
| ---------------------------- | ---------------------------- | ---------------------------- | ---------------------------- | ---------------------------- | ---------------------------- | ---------------------------- | ---------------------------- |
| 1.                           | 31.01.2018                   | San Antonio                  | Meksyk                       | Bośnia i Hercegowina         | 1:0                          |                              | Mecz towarzyski              |
| 2.                           | 18.11.2019                   | Vaduz                        | Liechtenstein                | Bośnia i Hercegowina         | 0:3                          |                              | el. ME 2020                  |
| 3.                           | 12.11.2020                   | Sarajewo                     | Bośnia i Hercegowina         | Iran                         | 0:2                          |                              | Mecz towarzyski              |
| 4.                           | 18.11.2020                   | Zenica                       | Bośnia i Hercegowina         | Włochy                       | 0:2                          |                              | Liga Narodów UEFA            |

## Sukcesy

### FK Sloboda Tuzla
- Wicemistrzostwo Bośni i Hercegowiny (1×): 2015/2016

### Zrinjski Mostar
- Mistrzostwo Bośni i Hercegowiny (2×): 2016/2017, 2017/2018

### NK Maribor
- Mistrzostwo Słowenii (1×): 2018/2019
- Wicemistrzostwo Słowenii (1×): 2019/2020

### Reprezentacyjne
- Kirin Cup (1×): 2016

## Życie prywatne
Pirić urodził się w Tuzli, w Bośni i Hercegowinie. W grudniu 2018 roku wziął ślub z Eriną, z którą ma syna.